# Дженни, Амелия
Амелия Дженни (Коимбра, 25 февраля 1842 — там же, 19 марта 1914) — португальская парнасская поэтесса конца XIX века, которую высоко ценили Тейшейра де Пашкуайш и Антонио Фелисиано де Кастильо. Был современником Жуана ди Диуша, который посвятил ей стихотворение. Поклонники называли Амелию Дженни последним романтиком, а Ромалью Ортиган в «Занозах» шутя называл её лебедем реки Мондегу.

## Биография
Она родилась на отцовской стороне семьи Понте-де-Лима, была внебрачной дочерью, когда отец был ещё студентом Университета Коимбры. Её дядей со стороны отца был поэт Луис Коррейя Кальдейра.
С молодых лет проявляла сильный интерес к литературе, по достижении 14-летнего возраста вступила в круг современных литераторов. С помощью писателя и поэта Антониу Шавьер Родригес Ягненка, который познакомил её Антонио Фелисиано де Кастильо оказалась в кругах интеллигенции Коимбра. Была предметом восхищения поэтов того времени, был даже presenteada с изображением автора Bordalo Pinheiro.
С 1860-х годов стал центральной фигурой учебных и культурных демонстраций Коимбра, сотрудничая как поэт, автор пьес для театра и как преподаватель, подчеркивая свое участие в деятельности Института Коимбры и Ассоциации Художников Коимбра. Была влиятельной фигурой, считалась большим талантом и обладала большим социальным престижем.
По случаю празднования Столетия Камоэнса, в 1880 году, декламировала стихи в Академический Театр Коимбра, представляя свой труд под названием Родина.
В области масс медиа сотрудничала с журналами Синяя птица (1899—1900), Женщина (1879), Ribaltas и Gambiarras (1881) и с Неделей Лиссабона (1893—1895) и публиковалась в еженедельнике Плитки (1907—1909).